# Frontières (album)
Albums de Yannick Noah
Charango
(2006) Hommage
(2012)
Singles
1. Angela
Sortie : 30 avril 2010
2. Ça me regarde
Sortie : 23 septembre 2010
3. Hello (en duo avec Aṣa)
Sortie : 25 janvier 2011
4. Frontières
Sortie : 5 octobre 2011

Frontières est le huitième album de Yannick Noah, sorti le 23 août 2010.
Il s'est écoulé à environ 570 000 exemplaires. Il est certifié disque de diamant.
Après J.Kapler, Moîse Albert est le nouveau pseudonyme de Robert Goldman.

## Liste des chansons
| No  | Titre                                                 | Durée |
| --- | ----------------------------------------------------- | ----- |
| 1.  | Ma pomme (A.Moise/L.Illouz/J.Veneruso)                | 3:40  |
| 2.  | No one's land (Gildas Arzel)                          | 4:02  |
| 3.  | Angela ( Compositeur : Moïse Albert )                 | 3:57  |
| 4.  | Marcher sur le fil (C.Tarquiny/C.Battaglia)           | 3:12  |
| 5.  | On veut plus jouer (Gildas Arzel)                     | 3:40  |
| 6.  | Hello (en duo avec Aṣa) (Jacques Veneruso)            | 3:27  |
| 7.  | Ça me regarde (Erick Benzi)                           | 3:37  |
| 8.  | La señorita (Jacques Veneruso)                        | 2:42  |
| 9.  | Se jeter à l'eau (C.Tarquiny/C.Battaglia)             | 2:36  |
| 10. | Frontières ( Compositeur : Moïse Albert )             | 2:54  |
| 11. | Dans le Rio Grande (C.Tarquiny/C.Battaglia)           | 3:35  |
| 12. | Gaza Danse (Erick Benzi)                              | 3:29  |
| 13. | Il est tard maintenant ( Compositeur : Moïse Albert ) | 3:40  |
| 14. | Saigne l'eau ( Compositeur : Moïse Albert )           | 2:53  |

## Classements
| Classements (2010)     | Meilleure position |
| ---------------------- | ------------------ |
| Belgique (Ultratop)    | 1                  |
| France (SNEP)          | 1                  |
| Suisse (Media Control) | 1                  |